# オマル・ハーニー
オマル・ハーニー（アラビア語: عمر هاني、Omar Hani、1999年6月27日 -）は、ヨルダン・ザルカ出身のサッカー選手。アゼルバイジャンのガバラFK所属。ポジションはMF。サッカーヨルダン代表、U-23同代表。
日本語ではオマル・ハニ、オマール・ハニと表記されることがある。

## 経歴

### クラブ
2019年7月にアル・ファイサリーからAPOELニコシアへ移籍。
2021年9月1日、ガバラFKに1年契約で移籍。

### 代表
AFC U-19選手権2018に出場。